# IC 1634
IC 1634 је елиптична галаксија у сазвјежђу Рибе која се налази на листи објеката дубоког неба у Индекс каталогу.
Деклинација објекта је + 17° 39' 45" а ректасцензија 1h 11m 3,0s. Привидна величина (магнитуда) објекта IC 1634 износи 14,7 а фотографска магнитуда 15,7. IC 1634 је још познат и под ознакама UGC 740, MCG 3-4-8, CGCG 459-14, DRCG 5-44, PGC 4232.